# 教室 (森川美穂の曲)
「教室」（きょうしつ）は、森川美穂のメジャーデビューシングル。1985年7月21日にVAPから発売された。

## 解説
- ヤマハボーカルオーディション『ザ・デビュー』で応募総数1万人の中から優勝した森川美穂のデビュー曲。キャッチフレーズは『涙ひとつ、おいていきます。』、『多感世代のヴォーカルヒロイン』、『振り向いて、ＭＩＨＯ』の3パターン。また、小森田実が楽曲提供を初めてした楽曲である。オリコントップ100で約半年間チャートインしていた。

## 収録曲
全作詞：千家和也　作曲：小森田実　編曲：瀬尾一三
1. 教室 [3:33]
2. 級友 [4:04]

## 収録アルバム
- 多感世代 (#1)
- HER-Best 1985-1989 (#1)
- 多感世代+1 (#1,2)
- VAP SINGLE COLLECTION